# Järnvägar på Gotland
Gotlands län är det enda svenska län som idag helt saknar järnväg med kommersiell trafik. Därför är inte Region Gotland delägare i Transitio, som förser regionala kollektivtrafikmyndigheter med tåg. Det har dock tidigare funnits flera bolag och linjer, och den första trafiken började rulla 1878. 1947 köptes de kvarvarande bolagen upp av svenska staten, som året efter införlivade dem med Statens Järnvägar (SJ). Den sista kommersiella persontrafiken upphörde 1960.

## Banornas anläggande

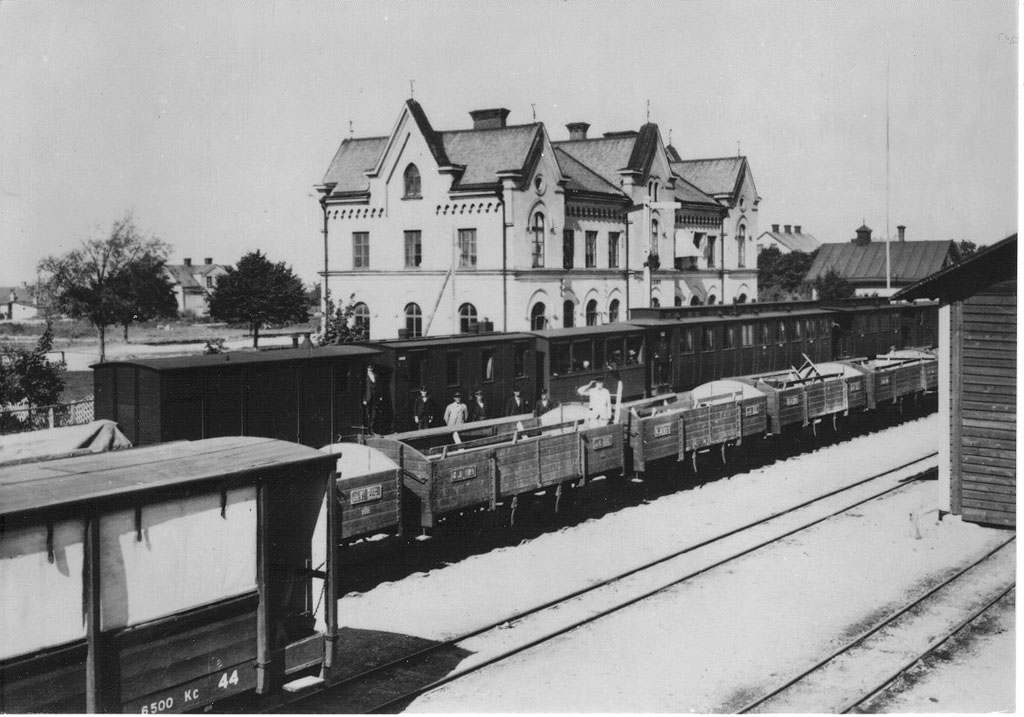
Tåg på Visby station 1910.

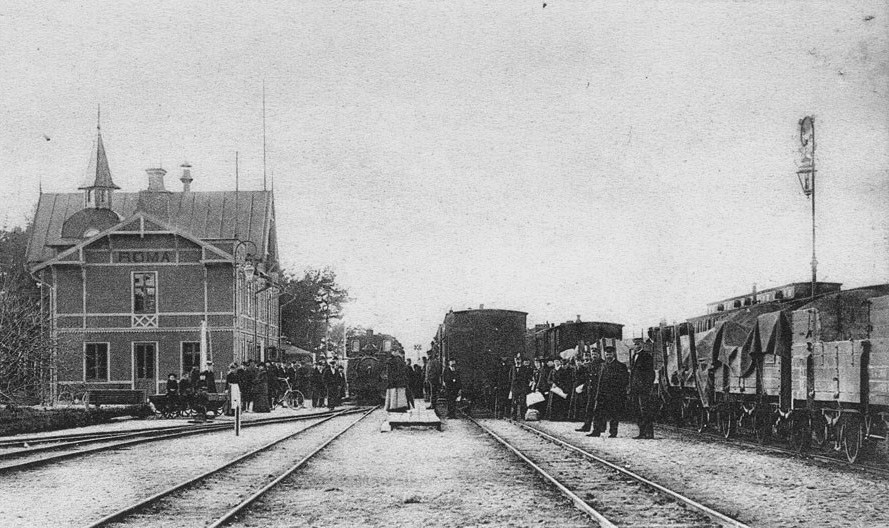
Tåg på Roma station 1906.

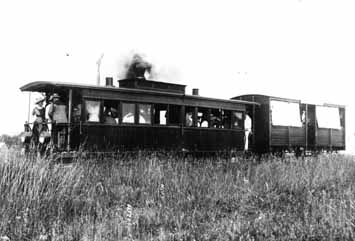
Tåg på VVJ sommaren 1912.

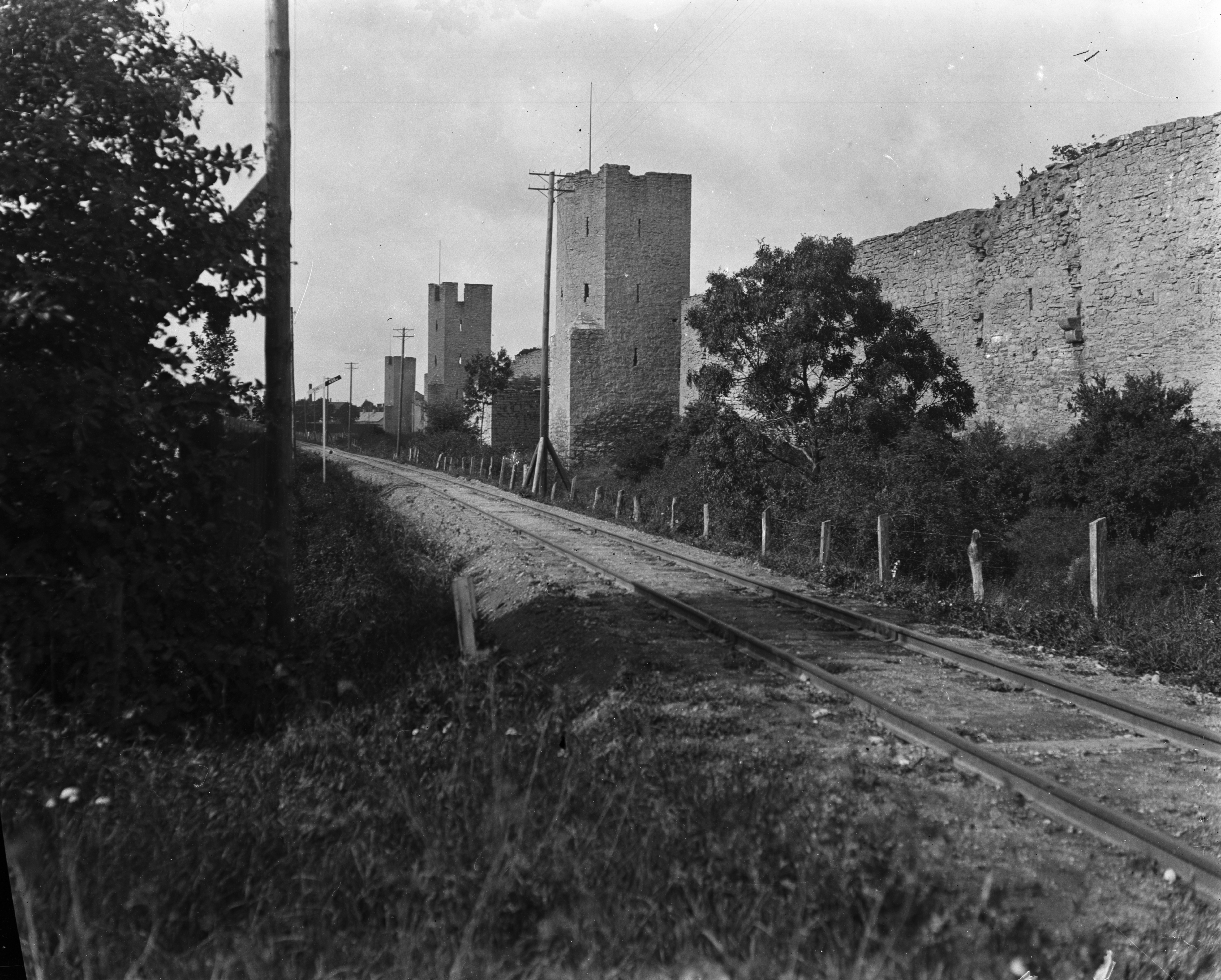
Spår vid Visby ringmur, 1920-tal

### Gotlands järnväg (GJ)
Ett första förslag gällande järnväg på Gotland framlades år 1870 där man föreslog en järnväg mellan Visby och Havdhem. Frågan kom upp i landstinget vid två tillfällen under 1870-talets början och 1874 startades ett upprop för att samla in medel för anläggandet av en järnväg. Visby stad beslöt att bidra med en halv miljon kronor för att anlägga en järnväg Visby–Hemse och en konstituerande bolagsstämma hölls i Gotlands järnvägsaktiebolag den 30 november 1875 där regementsläkaren Ernst Leijer utsågs till bolagets förste verkställande direktör. Man beslöt att banan skulle dras från Visby över Roma till Hemse och ha spårvidden tre svenska fot (891 mm).
Arbetet påbörjades med schaktningsarbeten i april 1877 och linjebygget startade i maj samma år, hela bygget kunde avslutas i september 1878 och kostnaderna hade då uppgått till 1 175 716 kronor och 67 öre att jämföra med den beräknade kostnaden å 1 300 000 kronor. Gotlands järnväg (GJ) invigdes den 10 september 1878 av den dåvarande konungen Oscar II.
Banan förlängdes i olika etapper norrut från Visby med början till Väskinde 1896, Tingstäde 1899 och slutligen Lärbro 1921. En förlängning till Fårösund planerades länge men slopades på slutet av 1940-talet då bland annat privatbilismen och lastbilstrafik hade börjat påverka järnvägens lönsamhet. Söderut förlängdes banan till Havdhem 1900 och till Burgsvik 1908. Vidare öppnades en bibana ner till Visby hamn 1901.

### Slite-Roma Järnväg (SlRJ)
Redan när Gotlands järnväg började planeras på 1870-talet diskuterades en förbindelse mellan Slite och Tingstäde som emellertid inte kom att genomföras. En järnväg att transportera sockerbetor mellan Roma och Slite utredes under 1896 vilket resulterade att en koncessionsansökan inlämnades till Kungl. Maj:t 1897. Slite-Roma Järnvägsaktiebolag (SlRJ) bildades 1899 och byggnationen avslutades 1902. Järnvägen anslöt till Gotlands järnväg i Roma och man fick där betala 1/4 av driftkostnaderna samt 10 500 kronor.

### Klintehamn-Roma Järnväg (KlRJ)
Då sockerbruket i Roma behövde snabba transporter av sockerbetor till bruket var de starkt pådrivande för anläggandet av en järnväg till Klintehamn. Den konstituerande bolagsstämman i Klintehamn-Roma Järnvägsaktiebolag (KlRJ) hölls den 4 mars 1897, banan hade börjat anläggas två dagar tidigare (den 2 mars) och invigdes den 21 september 1898. Banan anslöt till Gotlands järnväg i Roma och man fick där betala 1/4 av driftkostnaderna samt 10 000 kronor.

### Sydvästra Gotlands Järnväg (SGJ)
En särskild kommunalstämma hölls i Klintehamn den 8 januari 1912 där man diskuterade en järnvägsförbindelse från Klintehamn till sydvästra Gotland. Man beslöt på stämman att teckna sig för 50 000 kronor i Sydvästra Gotlands Järnväg ett järnvägsbygge till Hablingbo och det ansöktes för en koncession i maj samma år vilken beviljades 1913. På grund av ekonomiska skäl och första världskriget kom inte bygget igång förrän 1922. Bygget avslutades i augusti 1923 och banan invigdes den 7 juni 1924.

### Ronehamn-Hemse Järnväg (RHJ)
Strax före sekelskiftet fanns det planer på ett nytt sockerbruk i Hemse och man planerade då också en anslutning till Gotlands järnväg med en ny järnväg till Ronehamn. Man gjorde en framställan till Gotlands järnväg om deras intresse av en sådan bana men man kunde konstatera att det inte fanns något intresse från Gotlands järnvägs sida. Istället bildades Södra Gotlands Järnvägsaktiebolag och koncession ansöktes 1897. Koncession beviljades men planerna drog ut på tiden och koncessionen överläts till ett konsortium av ledamöter i Roma sockerfabrik och bolaget ombildades som Ronehamn–Hemse Järnvägsaktiebolag.

### Visby-Visborgs slätts Järnväg (VVJ)
Med anledning av värnpliktens införande 1901 uppstod ett behov av att kunna öva soldater året om och man uppförde således nya kaserner på Visborgs slätt. Ett antal officerare vid Kungliga Gotlands infanteriregemente (I 27) tog då ett initiativ för uppförande av en spårväg mellan Visby och Visborgs slätt. Banan öppnades den 21 november 1903 och förlängdes till Hallvards 1912 efter att Visby–Visborgsslätt–Bjärs Järnväg övergått till att trafikeras av Trafik AB Västerhejde-Visby.

### Bläse kalkbruk
Vid Bläse kalkbruk anlades ett industrispår 1895 mellan kalkbrottet och hamnen. Trafiken upphörde 1954 och spåren revs upp 1972.

## Utveckling under 1920- och 1930-talen

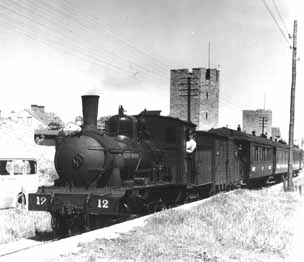
GJ Nr. 12 "Lärbro" med tåg vid Visbys östra ringmur under 1930-talet.

Ronehamn-Hemse Järnväg hade svårt att gå runt och fick läggas ned redan år 1918. Däremot utökades järnvägsnätet senare då Gotlands järnväg förlängdes norrut från Tingstäde till Lärbro med verkan från den 19 december 1921. Ekonomiskt sett var det kärvt i början av 1920-talet med kolpriser som sköt i höjden. Gotlands järnväg öppnade även sin första egna busslinje 1922 för att möta den uppkomna konkurrensen från nystartade bussbolag. När kolpriserna senare sänktes kunde man även göra stora taxesänkningar.
Trafiken på Sydvästra Gotlands järnväg gick inte heller särskilt bra och 1927 gick bolaget upp i Klintehamn-Roma Järnväg som samma år inledde ett samarbete med Slite-Roma Järnväg med gemensam förvaltning av banorna. Även Slite-Roma Järnväg startade busslinjer med verkan från 1932 då man öppnade linjen Slite–Gothem–Visby. På Gotlands järnväg installerade man även tryckluftsbromsar på lok och personvagnar vilket gjorde att maxhastigheten höjdes från 40 km/tim till 60 km/tim. Under 1930-talet experimenterade man även med en rälsbuss på Gotlands järnväg. Man beslöt också att slopa 2:a klass på Gotlands järnväg under 1930-talet.

## Järnvägarna på Gotland under andra världskriget
Andra världskrigets utbrott ledde till flera problem för kollektivtrafiken på Gotland. De flesta busslinjer fick inställas och tågen led av den knappa tilldelningen av kol. Trafiken växte explosionsartat och den stora mängden värnpliktiga på permission under veckosluten fick Gotlands järnvägs AB att råda folk till att välja andra resdagar. Resgodstrafiken ökade också kraftigt i form av cyklar, då cykling blivit populärt i brist på andra kommunikationer, som även förorsakade förseningar på grund av den omständliga in- och urlastningen.
Statsverket hade vid flera tillfällen före kriget försökt få till en fusion av Slite-Roma Järnväg och Klintehamn-Roma Järnväg men man hade enbart fått i stånd en gemensam trafikförvaltning. Något sådant intresse fanns dock inte hos något av de båda bolagen och den gemensamma förvaltningen upphörde innan utgången av år 1940.
1940 reste 149 000 fler med Gotlands järnväg än året innan och transporten av styckegods ökade med 80 % åren 1938–1944.

## Efterkrigstid och förstatligande

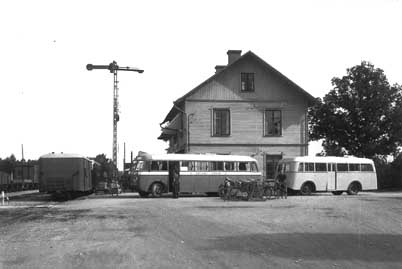
Bussar vid Klintehamns station 1947.

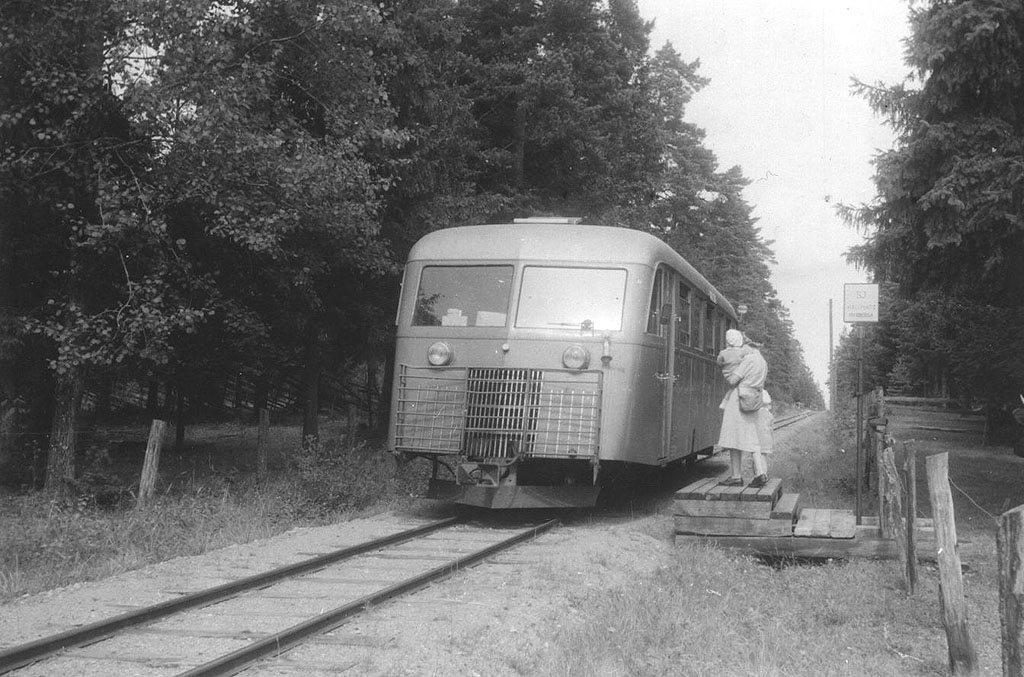
Hilding Carlsson-rälsbussar beställdes under andra världskriget, men fordonen levererades först efter kriget. Fotot är från Myrberga hållplats på linjen Slite–Roma 1949.

### Tidig efterkrigstid
Efter krigets slut var den rullande materielen ganska hårt åtgången och Gotlands järnväg beslöt härvidlag att från Hilding Carlssons Mekaniska Verkstad införskaffa fyra rälsbussar med släp. Beställningen lades redan 1943 men de kom emellertid att levereras först efter kriget. Klintehamn-Roma Järnväg beställde även de två stycken rälsbussar med släp att levereras efter kriget medan Slite-Roma Järnväg dröjde till 1946 innan de beslöt att slå in på samma spår, de beställde emellertid bara en rälsbuss med släp som levererades efter förstatligandet. Gotlands järnväg beställde även ett stort antal lokomotorer typ Z4p som även de kom att levereras först efter förstatligandet.
Med hjälp av de nya rälsbussarna och andra rationaliseringar sparades mycket pengar men ekonomin försämrades i alla fall. Resultatet blev att man inledde förhandlingar med Statsverket som i sin tur mynnade ut i att samtliga järnvägsbolag på Gotland gick upp i Gotlands järnväg som blev Gotlands järnvägar (GJ), i sin tur ägt av staten, 1947. Den 1 juli 1948 införlivades Gotlands järnvägar i Statens Järnvägar (SJ) som den 37:e driftsektionen under I distriktet i Stockholm.

### Leveranser av nya fordon
1945 hade de första rälsbussarna levererats och 1947 fanns vid GJ fyra motorvagnar typ Yo1p och en släp typ UCo, två släp typ UCFo och ett släp typ UDFo. Vid KlRJ fanns även två motorvagnar typ Yo1p och ett släp vardera av typerna UCFo och UDFo. GJ och SlRJ inväntade även leverans av fyra motorvagnar och fyra släp. Rälsbussarna målades till skillnad från SJ:s övriga i en, som kom att för Gotland bli karakteristisk, signalröd färgsättning.
1948 levererades den första lokomotorn som istället för den ursprungligen tilltänkta beteckningen GJ 1 erhöll beteckningen SJ Z4p 248. Den sista lokomotorn ankom Visby hamn 1952 men så sent som 1956 överfördes ytterligare en lokomotor från fastlandet

### Förstatligandet
1947 anlände till Gotland GJ:s nye VD Charles Gildon som ett år senare tillträdde som trafikinspektör för den nybildade 37:e driftsektionen.
När SJ slutligen övertog järnvägarna gjordes vissa taxejusteringar, framförallt slopades de mycket populära veckoslutsbiljetterna (utresa lördag–söndag, återresa lördag–måndag till pris av en enkelbiljett).
1947 inträffade också en händelse som kom att påverka trafiken kraftigt negativt i form av en brand som totalt ödelade verkstaden i Visby, en oersättlig förlust som ledde till kraftigt försämrade underhållsmöjligheter. Först 1952 kunde en ny verkstad invigas, dock icke av samma storlek.
Gildon som ville utveckla järnvägarna på Gotland till ett föredöme för rationell järnvägsdrift företog flera arbeten för att förbättra möjligheterna, bland annat byttes från 1948 och framåt rälsen på flera sträckor till kraftigare 27 kg/m istället för 17,5 kg/m på före detta GJ och 15,2 kg/m på före detta KlRJ och SlRJ. Vidare upprustades även de få personvagnar som ännu gick i trafik med start på SJ Cop 751 hösten 1949. Detta projekt avbröts dock då det ansågs vara alltför kostsamt. Nya uppehåll tillkom också i form av Myrberga (1949) och Världsände (1950). Ett stort antal nya godsfinkor littera Gp kom också att levereras.

## De gotländska järnvägarnas svanesång

### Mot nedläggning
I 1945 års Gotlandskommittés uttalande SOU 1951:10 granskades järnvägarna på Gotland och det konstaterades att det vid transport av gods från Gotland till plats i fastlandet inte skedde mindre än sex omlastningar. För att undvika detta föreslog man att den trafiken skulle ersättas med lastbilar och bilfärja. Till följd av detta uttalande utbröt en häftig debatt i Gotlands tidningar där många personer förordade järnvägens fortbestånd.
Så småningom kom taxorna att höjas och trafiken att minskas vilket tillsammans med privatbilism på frammarsch fick konsekvensen att den ekonomiska situationen för GJ kraftigt förvärrades. I takt med att Gildon försökte övertyga sina chefer om att SJ:s uppgift var att ge svenska folket dess järnvägstransporter och att förlusterna på Gotlands järnvägar inte var större än någon annan bana med samma förutsättningar ökade motsättningarna mellan honom och SJ-ledningen. Detta fick följden att Charles Gildon med verkan från den 1 februari 1952 omplacerades till Ekonomibyrån, där han märkligt nog gavs i uppgift att utreda de gotländska järnvägarnas framtid. Som trafikinspektör efterträddes han av Karl Larson som också fick i uppgift att rationalisera driften ytterligare.
Gildon kom som utredare att gå mycket grundligt till väga och trots att han bara några månader tidigare kraftigt ivrat för järnvägens fortlevnad kom han nu fram till att SJ skulle tjäna på att ersätta rälsbusstrafiken med vägbussar men behålla Visby-Hemse som industrispår. Gildon menade att SJ årligen skulle tjäna 1 500 000 kronor i dåtidens penningvärde om alla järnvägar lades ned omedelbart, något som han dock avfärdade av psykologiska skäl.
Man landade i att SJ skulle spara 700 000 kronor på att ganska snart nedlägga Slite-Roma och Roma-Klintehamn-Hablingbo. Den nye trafikinspektören Karl Larson redovisade även i Gotlands Allehanda siffror som visade på att vägbussar skulle vara betydligt billigare att inköpa och driva i jämförelse med rälsbussar.
1952 fortsatte rationaliseringarna och stationerna i Tingstäde samt Väskinde nedgraderades till hållplatser och Gotlands tre banmästare ersattes av en överbanmästare. Vidare överflyttades ungefär hälften av de sliprar som lagrades på Gotland till fastlandet samtidigt som stora delar av personalen i december 1952 varslades om överflyttning till fastlandet vid en nedläggning av Slite-Hablingbo. I denna vevan överfördes också en stor andel av ångloken som fanns kvar till fastlandet.
Den 5 december 1952 avslutades Kungl. Järnvägsstyrelsens utredning om bibanorna och som svar på att lokalbefolkningen ansåg att SJ övertagit bibanorna närmast gratis och att man då inte ville se en nedläggning skrevs följande:
"Det stod alltså redan på förhand klart, att ett statsförvärv av Gotlands järnvägar var oförmånligt, sett ur statens järnvägars affärssynpunkt. Trafikutvecklingen har emellertid i verkligheten visat sig väsentligt ogynsammare än som då var att förutse med följd att driftförlusten numera är så stor, att den icke kan anses stå i rimligt o förhållande till storleken av järnvägens nuvarande transportuppgifter."
Man ansåg att trots att även busstrafiken går med förlust, att denna skulle vara mindre och därmed bespara SJ stora förluster vid överflyttning. Då har men emellertid bortsett från att en överflyttning till ett annat trafikslag inte är så enkelt som det är på papperet och att man då får vänta sig visst resenärsbortfall.
Både Länsstyrelsen och Försvarsstaben kom att yttra sig mot nedläggandet men den 22 maj 1953 utfärdades följande beslut: "Kungl. Maj:t bemynndigar Järnvägsstyrelsen att från den tidpunkt, styrelsen finner lämplig, nedlägga trafiken på järnvägslinjen Slite-Romakloster-Hablingbo. Vidkommande frågan om upprivning av spåranläggningen vill Kungl. Maj:t framdeles efter förnyad framställning av Järnvägsstyrelsen meddela beslut."
Den tidpunkt som Järnvägsstyrelsen fann lämplig låg inte alltför långt in i framtiden och den 8 juni gick sista godståget som följdes påföljande dag, 9 juni 1953, av sista, kransbehängda, rälsbusståget.
Innan nedläggningen hade bibanan två stationer (Slite och Klintehamn), 13 bemannade håll- och lastplatser samt fem obemannade.

### De sista åren

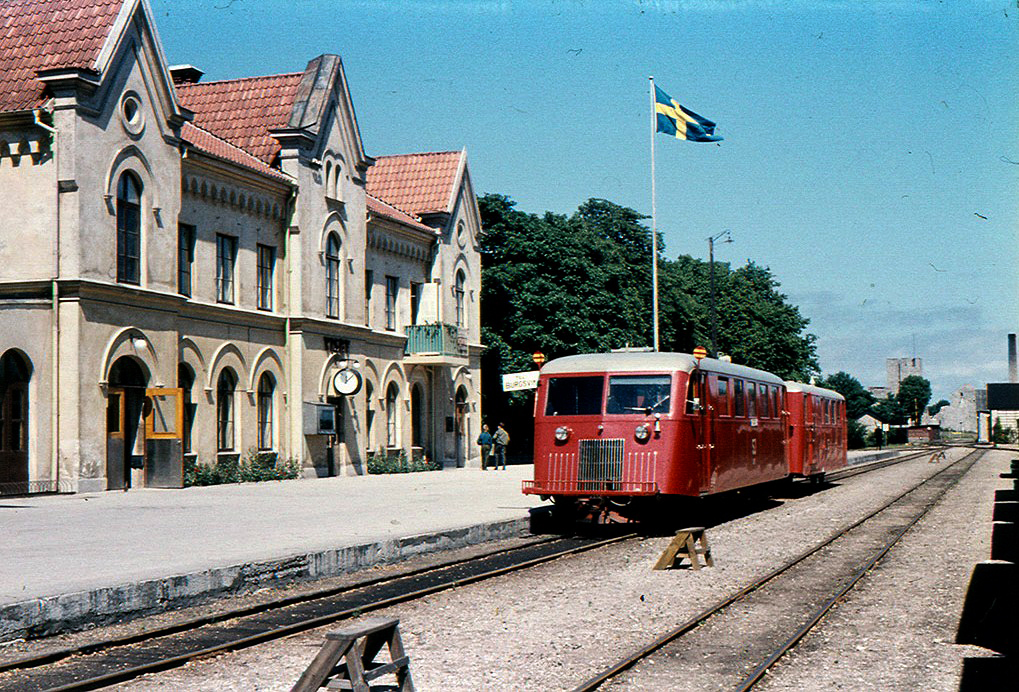
Rälsbuss med släp på Visby station det sista trafikåret 1960.

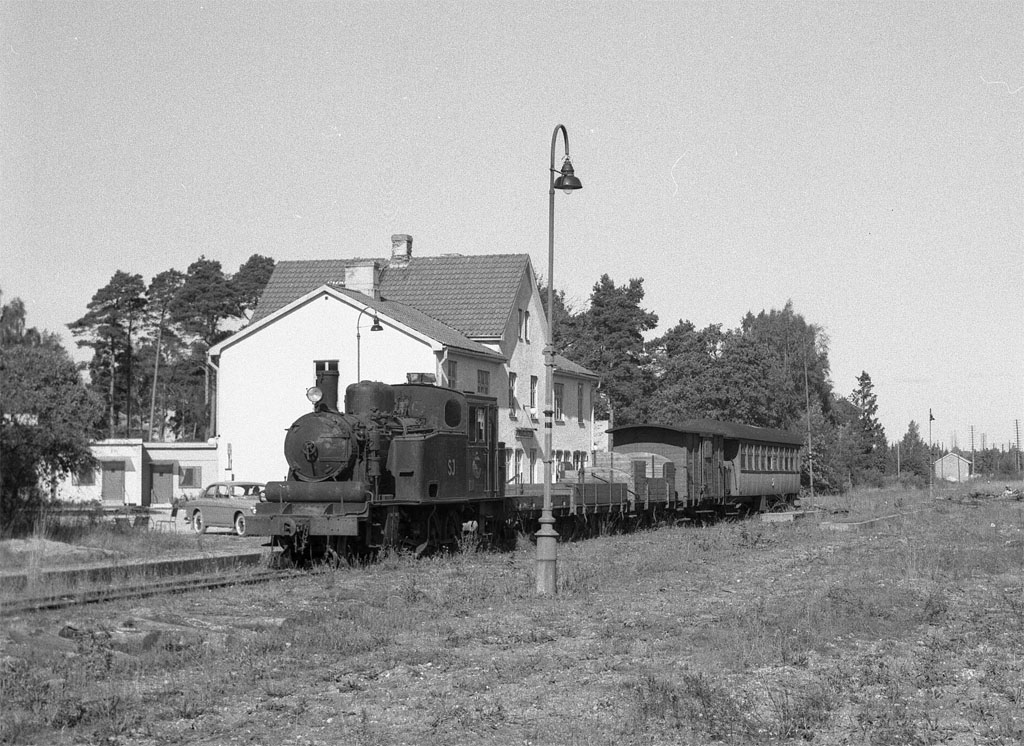
Det uppställda tågsättet vid Roma station strax efter att det dragits dit år 1963.

Redan två månader efter nedläggningen ersattes Karl Larson på posten som trafikinspektör av Gösta Billstrand. Efter alla turer de tidigare åren var SJ:s rykte på ön tämligen dåligt och uppgiften att ändra på detta ålades Billstrand.
Vid jul 1953 anordnades ett så kallat "julskyltningståg" från Slite och Klintehamn till Visby på den ännu icke upprivna banan, något som blev en succé med 500 resande mot väntade 300. Detta koncept upprepades också påföljande år 1954 och kom då att bli sista gången med persontåg på bibanorna till Klintehamn och Slite.
Efter Billstrands tillträdande såg man också något ljusare på framtiden och trafikinspektören framhöll att trots att förlusterna fortfarande var stora hade också kostnaderna minskat kraftigt.
1954 ansökte och beviljades SJ tillstånd att riva upp spåren inne i Slite. Dock så återkom viss trafik till bilinjerna i och med att Svenska Sockerfabriks AB i Roma erhöll järnvägarnas tillstånd att i samband med betkampanjerna transportera betor Slite–Roma och Hablingbo–Klintehamn–Roma. I samband med betkampanjen 1954 nyttjades också ånglok för sista gången. Hösten 1955 nyttjades bibanorna sista gången främst för bettransporter men även visst vagnlastgods förekom.
1955 skedde ytterligare ett trafikinspektörsbyte. Nu var det Ivar Dalström som tillträdde posten, till skillnad från sina företrädare hade Dalström lång erfarenhet av Gotlands järnvägar där han tillbringat hela sitt yrkesverksamma liv sedan han 16 år gammal 1908 tog anställning som trafikelev på Bjärges station.
1955 inkom en stororder till SJ på Gotland som fick i uppdrag av Skånska Cementgjuteriet att transportera 100 000 kubikmeter grus från Stånga grusgrop till Visby flygfält. Ordern antog till priset av 3 kr/kubikmeter och man byggde nya sidospår till grusgropen och flygfältet. Transporterna börjades den 19 mars 1956 och tidigare samma år hade man också inlett spårrivningen Slite–Bogeviken. I samband med detta så meddelades också att fler lokomotorer skulle omplaceras till Gotland. Framtidstron vid det här tillfället var förhållandevis stor.
Länge hade bettransporterna varit viktigast för järnvägens fortlevnad men efter kampanjen 1955 började odlarna och SSA börjat oroa sig för att man inte kunde lita på järnvägen för bettransporter i framtiden vilket gjorde att mycket av transporterna överflyttades till landsväg. 1955 svarade järnvägen för 55–70 % av bettransporterna, 1956 var motsvarande siffra 25 % och 1957 blott 2,5 %, 1958 transporterades inga betor alls med järnväg.
31 januari 1958 pensionerades slutligen Dalström efter 50 års tjänst vid de gotländska järnvägarna. Han efterträddes av Folke Sandler som kom att bli Statens Järnvägars 37:e driftsektions siste trafikinspektör. Från och med årsskiftet 1957/1958 drogs också alla reguljära godståg in.
Under vintern till 1958 revs Hablingbo–Klintehamn vilket följdes av Bogeviken–Roma som avslutades i september 1958. Härefter skedde auktioner på stationshusen längsmed linjen och den 15 januari 1959 ankom rivningståget från Klintehamn Roma.
Våren 1959 började man slutligen inse att järnvägen sjöng på sista versen och SJ upprätthöll trafiken endast pliktskyldigast. 1959 såldes också 34 av järnvägens modernaste godsvagnar till Dala-Ockelbo-Norrsundets järnväg (DONJ).
13 maj 1959 intervjuades distriktschefen Bror Elwing i Gotlands Allehanda och där framkom en tydlig avsiktsförklaring: "Vi har kommit till den dag då vi måste lägga ned Gotlands järnväg. Inget annat återstår." Det uppgavs också att SJ:s utgifter skulle minska med c:a 2 miljoner kr årligen om järnvägen nedlades.
Det beslutades att persontrafiken på sträckan skulle nedläggas efter sommartidtabellens slut 1960. Sista persontåget gick den 30 september 1960 och sporadisk godstrafik pågick året ut. Efter 82 år var därmed den gotländska järnvägsepoken avslutad med undantag av det så kallade griståget som gick med kylvagnar dragna av en lokomotor sträckan Visby-Visby hamn fram till 1963 då också de sista spåren revs upp.

## Efter nedläggningen
Efter att det sista tåget gått den 30 september 1960 omlades all trafik till buss eller lastbil som bedrevs av SJ fram till länstrafikreformen 1979. Idag sköts den trafiken på upphandling.

### Museijärnväg

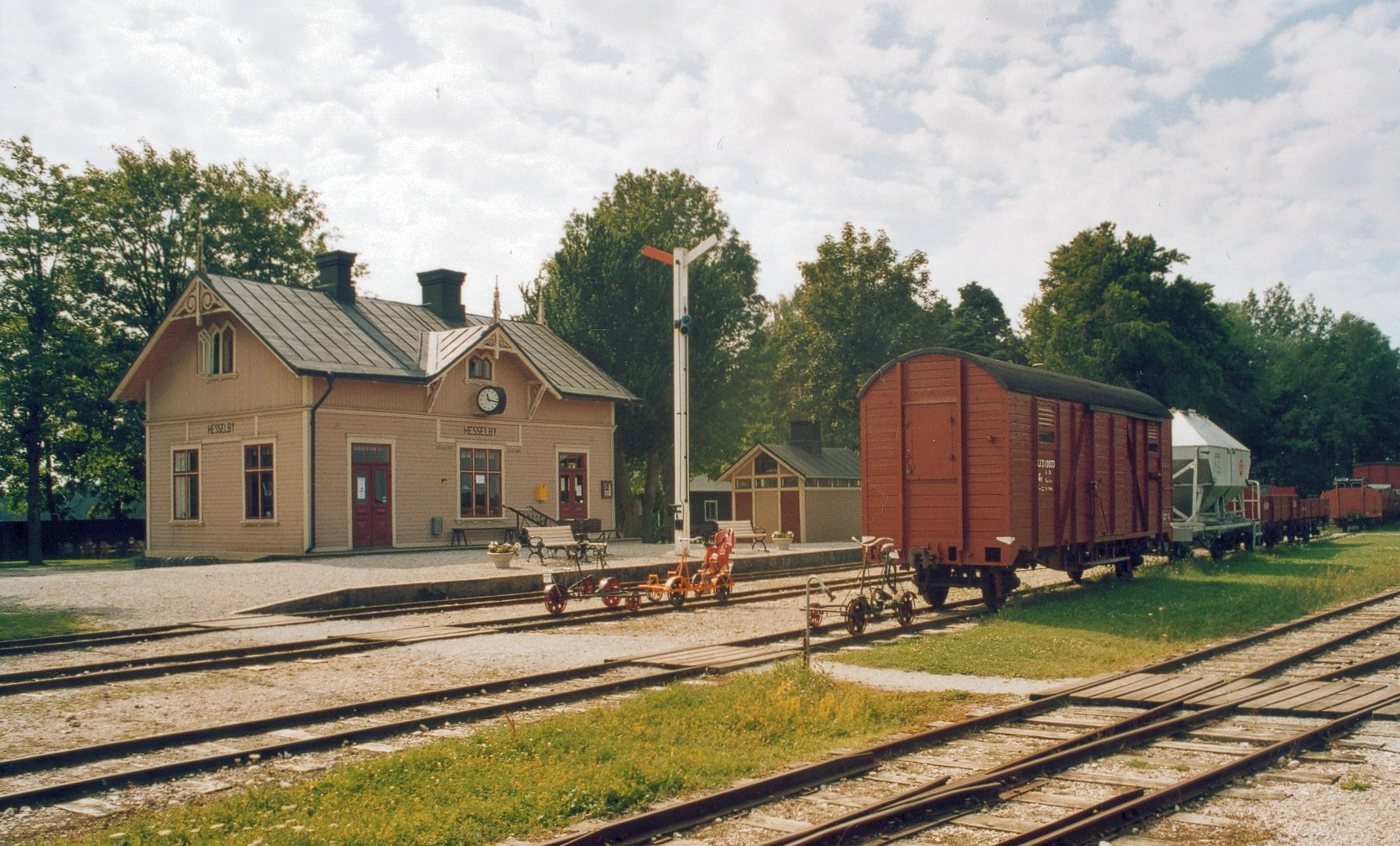
Återuppbyggda Hesselby station 2004.

Strax efter nedläggningen framlade kommunalpolitikern i Romaklosters landskommun, Joel Herlitz, ett förslag om att ett tågsätt skulle uppställas vid före detta Roma station vilket också skedde. Tågsättet var under de första åren en deposition från Sveriges järnvägsmuseum men kom 1969 att överföras till den nybildade föreningen Gotlands järnvägsmuseum. Tågsättet utsattes under åren för omfattande vandalisering och förfall. Den 4 februari 1972 hölls dock ett konstituerande möte i Föreningen Gotlandståget. Föreningen övertog tågsättet och kom så småningom även att köpa Hesselbys före detta station. 
Snart hade idéerna utvecklats till att återskapa en bit bana och 1975 återuppstod järnvägen när Hesselby station i Dalhems socken åter fick spår. Lagom till de gotländska järnvägarnas 100-årsjubileum 1978 kunde man inviga sin en kilometer långa museijärnväg, Gotlands Hesselby Jernväg (GHJ) på en kort del av före detta Slite-Roma Järnväg. Under 2000-talet har föreningen arbetat med att förlänga banan. En första etapp invigdes sommaren 2007. Banan förlängdes cirka 300 meter. Parallellt med detta återuppbyggdes även bangården i Tule, en före detta håll- och lastplats längs den tidigare linjen söderut. Tule tillkom som en gåva till föreningen Gotlandståget redan 1982 och visionen att återuppbygga banan skapades redan då. Med hjälp av EU-bidrag återuppbyggdes hela sträckan Gotlands Hesselby-Roma, som stod klar 2015.
Industrijärnvägen i Bläse lades ner 1954, spåren låg kvar till 1972. 2,2 km järnvägsräls las ut på nytt 1991 och banan drivs numera som museijärnväg med turisttrafik.